# Hoffmannia teruae
Hoffmannia teruae là một loài thực vật có hoa trong họ Thiến thảo. Loài này được L.O.Williams & Molina mô tả khoa học đầu tiên năm 1973.